# Saison 4 de RIS police scientifique
Chronologie
Saison 3  Saison 5 
Cet article présente le guide des épisodes de la quatrième saison de la série télévisée française RIS police scientifique.

## Distribution

### Acteurs principaux
- Philippe Caroit : Gilles Sagnac
- Pierre-Loup Rajot : Hugo Challonges
- Aurélie Bargème : Nathalie Giesbert
- Stéphane Metzger : Malik Berkaoui
- Barbara Cabrita : Julie Labro
- Coraly Zahonero : Dr. Alessandra Joffrin
- Laurent Olmedo : Capitaine Pierre Morand
- Claudia Tagbo : Lieutenant Martine Forest
- Jean-Baptiste Marcenac : Dr. Gabriel Valmer

### Acteurs secondaires
- Claire Galopin : Éloïse
- Jean-Luc Joseph : Fred

## Épisodes

### Épisode 1:À fleur de peau
- Titre original : À fleur de peau
- Numéros : 31 (4-01)
- Scénariste(s) :
- Réalisateur(s) : Hervé Renoh
- Diffusion(s) : 
  -  France : 4 septembre 2008 sur TF1
- Audience(s) : 6,87 millions (première diffusion, France)
- Invité(es) :
- Yann Pradal : Jérôme Serra
- Malcolm Conrath : Gaëtan Grangé
- Alain Stern : Le chef boucher
- Julien Delettre : Apprenti boucher
- Denis Braccini : L'agent de contrôle
- Christine Musset : Sarah Lacoste
- Sophie Mercier : Myriam Laugier
- Renaud Heine : Patrick Dupray
- Résumé : Deux légistes sont retrouvées mortes dans des circonstances assez troublantes. Sagnac et son équipe mènent l'enquête. Mais alors qu'ils sont sur une piste, Alessandra demeure injoignable. Aurait-elle croisé la route de l'assassin ?
- Commentaires : cet épisode est déconseillé aux moins de 12 ans

### Épisode 2:Météore Express
- Titre original : Météore Express
- Numéros : 32 (4-02)
- Scénariste(s) :
- Réalisateur(s) :
- Diffusion(s) : 
  -  France : 4 septembre 2008 sur TF1
- Audience(s) : 5,95 millions (première diffusion, France)
- Invité(es) :
- Jean-Édouard Bodziak : Le vigile
- Gabriella Ostier : Isabelle Leroy
- Charles Gibault : Kevin
- Christina Crevillén : Madame Leroy
- Christian Cloarec : Monsieur Leroy
- Cécile Paoli : Céline Drey
- Pierre Poirot : Christian Dulong
- Thierry Nenez : Le responsable sécurité
- Nils Haagensen : Benoît Darlieux
- François Gamard : Jean-Paul Darlieux
- Chani Sabaty : Hélène Morieux
- Axelle Marine : La vendeuse
- Résumé : Une jeune fille décède lors de son anniversaire. Tout porte à croire que son décès soit accidentel... Sagnac, Julie et Hugo enquêtent, mais cette affaire leur réserve bien des surprises... De leur côté, Nathalie et Malik tentent d'élucider les circonstances de la mort d'un homme retrouvé dans sa voiture au Bois de Boulogne...
- Commentaires :

### Épisode 3:Trait pour trait
- Titre original : Trait pour trait
- Numéros : 33 (4-03)
- Scénariste(s) :
- Réalisateur(s) : Christophe Barbier
- Diffusion(s) : 
  -  France : 11 septembre 2008 sur TF1
  -  France : 28 juillet 2011 sur TF1
- Audience(s) : 6,58 millions (première diffusion, France)
- Invité(es) :
- Jean-Michel Monroo : Sam Mabako
- Stéphane Henon : Pierre Beaumont
- Olivia Brunaux : Isabelle Meuritier
- Antoine Coesens : Georges Perreux
- Didier Ménin : Adrien Laperche
- Sophie Lascombes : Marie Corain
- Florent Guyot : Maxime Brunels
- Jean-Louis Bonnet : Chauffeur du bus
- Grégory Givernaud : Supporter 1
- Stéphane Bouby : Employé 1
- Livana Revel : Employée 2
- Catherine Cipan : Employée 3
- Philippe Bertin : Responsable commercial
- Véronique Kapoïan : Secrétaire Europasar
- David Seigneur : Vigile
- Résumé : Le cadavre d'un soi-disant clandestin est retrouvé attaché sous un bus. Sagnac, Nathalie et Malik enquêtent, mais cette affaure leur réserve bien des surprises... De leur côté, Julie et Hugo doivent élucider la mort d'une femme retrouvée pendue dans les locaux de son entreprise...
- Commentaires :

### Épisode 4:Anonymat garanti
- Titre original : Anonymat garanti
- Numéros : 34 (4-04)
- Scénariste(s) :
- Réalisateur(s) :
- Diffusion(s) : 
  -  France : 11 septembre 2008 sur TF1
  -  France : 28 juillet 2011 sur TF1
- Audience(s) : 5,38 millions (première diffusion, France)
- Invité(es) :
- Thierry Levaret : Daniel Lefebvre
- Annie Bertin : Hélène Lefebvre
- Roger Mollien : André Lefebvre
- Caroline Bernard : Claire Lefebvre
- Juliette Chêne : Marion
- Jean-Pierre Germain : Mathias Jourdan
- Hamidreza Javdan : Client de la banque
- Patrice Le Badezet : Gardien
- Samuel Labarthe : Dupré Directeur de la banque
- Résumé : L'assistante du directeur d'une banque d'affaires est retrouvée morte dans le coffre-fort ultra-blindé. Sagnac, Hugo et Julie tentent d'élucider cette affaire. Pendant ce temps, Malik, épaulé d'Eloïse, enquêtent sur le décès d'une retraitée, survenu à son domicile...
- Commentaires :

### Épisode 5:Angle mort
- Titre original : Angle mort
- Numéros : 35 (4-05)
- Scénariste(s) :
- Réalisateur(s) :
- Diffusion(s) : 
  -  France : 18 septembre 2008 sur TF1
- Audience(s) : 4,81 millions (première diffusion, France)
- Invité(es) :
- Alexandre Le Provost : Romain Dancourt
- Magali Semetys : Clémence Dancourt
- Fabrice Scott : Alexandre Berthier
- Nicolas Grandhomme : Caubère
- Ilian Calaber : Théo
- Jean-Claude Bouillon : Père d'Alexandre Berthier
- Résumé : Romain Dancourt, patron des stups', rejoins sa femme dans la suite luxueuse d'un palace. Le temps de se servir un verre et se retourner qu'il découvre sa femme et un certain Alexandre, abattus par balle autour du lit. Que s'est-il passé ? Toute l'équipe du RIS est mobilisée afin de résoudre cette affaire.
- Commentaires :

### Épisode 6:Chasse à l'homme
- Titre original : Chasse à l'homme
- Numéros : 36 (4-06)
- Scénariste(s) :
- Réalisateur(s) : Alain Choquart
- Diffusion(s) : 
  -  France : 18 septembre 2008 sur TF1
  -  France : 28 juillet 2011 sur TF1
- Audience(s) : 5,72 millions (première diffusion, France)
- Invité(es) :
- Maxime Van Laer : Stéphane Forjas
- Fanny Sidney : Mathilde Jacquemin
- Philippe Cariou : Lasserre
- Olivier Macarez : Lionel Dorval
- Véronique Ataly : Mme Jacquemin
- Marie Caldera : Sandrine Forjas
- Olivier Martinaud : Philippe Achard
- Aurélien Baty : François
- Hervé Dubourjal : Thibalte
- Dan Menasche : Vincent
- Frédéric Alhinho : Militaire 1
- Thong Bui Quang : Militaire 2
- Claude Lule : Le Médecin
- Pierre Giafferi : L'homme Mathilde
- Résumé : Une jeune championne de cyclisme sourde et muette est retrouvée inconsciente et blessée au visage. Néanmoins, des traces de GHB sont retrouvées dans son organisme via des examens... Sagnac, Hugo et Julie mènent l'enquête, ce qui plonge cette dernière dans de douloureux souvenirs... En parallèle, le corps d'un homme réputé violent est retrouvé criblé de dizaines d'impacts de balles. Malik, avec l'aide d'Eloïse et Fred, se charge de résoudre l'affaire...
- Commentaires :

### Épisode 7:Dernier Acte
- Titre original : Dernier Acte
- Numéros : 37 (4-07)
- Scénariste(s) :
- Réalisateur(s) : Christophe Barbier
- Diffusion(s) : 
  -  France : 25 septembre 2008 sur TF1
- Audience(s) : (première diffusion, France)
- Invité(es) :
- Guy Paillot : Marcus Ferrer
- Philippe Bardy : Philippe Brosset
- Alexandra Kazan : Karine Métayer
- Jean-Philippe Bêche : Christophe Métayer
- Arnaud Lesimple : Steve Leclerc
- Caroline Fauvet : Claudia Legendre
- Lannick Gautry : Stéphane
- Sylviane Goudal : Annette
- Audrey Dewilder : Leslie
- Jina Djemba : Adila
- Alexandre Quatrefages : Arthur
- Aurélie Matéo : La belle jeune femme
- Résumé : Un grand romancier et ami d'Hugo meurt écrasé par un lustre. Ce dernier, épaulé de Sagnac et Julie, mène l'enquête. De leur côté, Malik et Nathalie s'intéressent a la mort d'une jeune femme dans un centre de bronzage...
- Commentaires :

### Épisode 8:Partout où tu iras
- Titre original : Partout où tu ira
- Numéros : 38 (4-08)
- Scénariste(s) :
- Réalisateur(s) :
- Diffusion(s) : 
  -  France : 25 septembre 2008 sur TF1
- Audience(s) : (première diffusion, France)
- Invité(es) :
- Solène Bouton : Léa / Muriel
- Julien Sabatie-Ancora : Bollinger
- Grégory Quidel : Rémi
- Elise Diamant : Sandra
- Gilles Kneusé : Le Docteur
- Gilles Masson : Le Vigile
- Zoon Besse : Barligand
- Tony Amoni : L'Agent
- Résumé : Un cadavre en décomposition est retrouvé dans l'un des amphithéâtres de La Sorbonne. Il est identifié comme étant une élève de l'université. L'équipe du RIS commence les investigations...
- Commentaires :

### Épisode 9:Tueur présumé
- Titre original : Tueur présumé
- Numéros : 39 (4-09)
- Scénariste(s) :
- Réalisateur(s) :
- Diffusion(s) : 
  -  France : 26 mars 2009 sur TF1
- Audience(s) : (première diffusion, France)
- Invité(es) :
- Serge Riaboukine : Me Kalfan
- Zoé Nonn : Salomé Cervet
- Michel Ruhl : Jacques Desmestier
- Nicole Gueden : Louise Desmestier
- Anne Cart : Irina Roman
- Christophe Lavalle : Tristan Lachaume
- Jean-Paul Rouvrais : Cervet
- Loïc Guingand : Yvan
- Régis Van Houtte : Procureur Ballard
- Olivia Gotanègre : Journaliste
- Résumé : Le corps d'une jeune femme est retrouvée chez un célèbre avocat qui avoue aussitôt avoir une relation avec elle depuis un mois. Serait-ce un crime passionnel ? Sagnac, Hugo et Nathalie mènent l'enquête. De leur côté, Malik et Julie sont confrontés sur le décès d'un sexagénaire dont la veuve affirme qu'il a été tué par... un fantôme...
- Commentaires :

### Épisode 10:Sang froid
- Titre original : Sang froid
- Numéros : 40 (4-10)
- Scénariste(s) :
- Réalisateur(s) :
- Diffusion(s) : 
  -  France : 26 mars 2009 sur TF1
- Audience(s) : (première diffusion, France)
- Invité(es) :
- Patrick Bouin : Zacharie Bernardin
- Anne Charrier : Laura Manès
- Marianne Fabbro : Oriane Dupasquier
- Clément Michel : Jean Laville
- Amélie Glenn : Rebecca Rigaud
- Martin Mallet : Manu
- Jarry : Gabriel
- Valérie Monteo : Nina
- Marie Bokillon : Louise
- Patrick Zard : Denis
- Jean Dell : Maître Langevin
- Jo Doumerg : Félix Bernardin
- Elias Achkar : Gardien Musée
- Laurent Leoncini : Manutentionnaire Musée
- Résumé : Un mouleur de cire a été retrouvé mort après une soirée au musée Grévin. Sagnac, Julie et Malik mènent l'enquête. Ils retrouvent des traces d'un produit destiné à fabriquer de la barbe à papa sur la chemise de la victime. En parallèle, Hugo et Nathalie enquêtent sur la mort d'une étudiante de 22 ans, dont le sang est vert...
- Commentaires :

### Épisode 11:Nuit blanche
- Titre original : Nuit blanche
- Numéros : 41 (4-11)
- Scénariste(s) :
- Réalisateur(s) :
- Diffusion(s) : 
  -  France : 2 avril 2009 sur TF1
- Audience(s) : (première diffusion, France)
- Invité(es) :
- Lucie Jeanne : Léa Buirjol
- Michel Lagueyrie : Garban / Lemoine
- Franck Monsigny : Barriat
- Guéro : Eric Boulanger
- Benjamin Alazraki : Fabrice Buirjol
- Jyjou : Le Clown
- Résumé : Durant la Nuit Blanche, à Paris, on retrouve une femme hagarde dans la rue. Elle confie qu'elle s'est fait violer. Sagnac, Malik et Julie se chargent d'enquêter, le passé de cette dernière resurgissant... De leur côté, Hugo et Nathalie doivent élucider la mort d'un homme retrouvé dans le jardin d'une maison, un clou planté entre les deux yeux...

- Commentaires : Dans cet épisode, le passé douloureux de Julie refait surface.

### Épisode 12:Boomerang
- Titre original : Boomerang
- Numéros : 42 (4-12)
- Scénariste(s) :
- Réalisateur(s) :
- Diffusion(s) : 
  -  France : 2 avril 2009 sur TF1
- Audience(s) : (première diffusion, France)
- Invité(es) :
- Elsa Mollien : Hélène Sainton
- Jean-Pierre Rochette : Paul Sainton
- Alexandre Varga : Victor Barel
- Jérôme Foucher : Cyril Lemeur
- Bastien Bouillon : Romain Dutreuil
- Max Gomis : Kojka
- Jade Phan-Gia : Kim-Lë
- Frédéric Bocquet : Christian Tosi
- Benoît Bonnet : Adolescent 1
- Rémy Bonnet : Adolescent 2
- Patrick Mimoun : OPJ Bijouterie
- Sacha Azoulay : Flic 1
- Mathieu Lardot : Flic 2
- Résumé : Une femme est retrouvée morte dans le canal Saint-Martin. Un peu plus tard, on retrouve le cadavre de son mari. Tous deux tenaient une bijouterie. Sagnac, Hugo et Nathalie se chargent d'élucider cette affaire. En parallèle, Malik et Julie sont confrontés au décès d'un homme retrouvé lardé de coups de couteau dans un parking...
- Commentaires :

### Épisode 13:Cercueil volant
- Titre original : Cercueil volant
- Numéros : 43 (4-13)
- Scénariste(s) :
- Réalisateur : Christophe Barbier
- Diffusion(s) : 
  -  France : 9 avril 2009 sur TF1
- Audience(s) : 6,59 millions (première diffusion, France)
- Invité(es) :
- Féodor Atkine : Professeur Reinhart
- Fabien Lucciarni : Henri Dubourg
- Gabrielle Forest : Christine Bresson
- Philippe Baronnet : Louis Archer
- Alexandre Guilbaud : Terlin
- Cédric Weber : Vincent Grégorio
- Grégory Questel : Responsable Pompier
- Arnaud Carbonnier : Médecin
- Guillaume Compiano : OPJ 1
- Benoît Georges : Amateur 1
- Philippe Rossignol : Avocat 1
- Max Hayter : Avocat 2
- Mali Van Valenberg : Adolescente 1
- Bernard Fructus : Contrôleur
- Emilie Faurie : Marie Poitier
- Anne Barandon : Diane Archer
- Résumé : Un avion privé atterrit en catastrophe à Paris-Sud. Tout l'équipage est mort. L'équipe entière du RIS se confronte à de dures investigations..
- Commentaires :

### Épisode 14:Tu seras un homme
- Titre original : Tu seras un homme
- Numéros : 44 (4-14)
- Scénariste(s) :
- Réalisateur(s) :
- Diffusion(s) : 
  -  France : 9 avril 2009 sur TF1
- Audience(s) : 6,4 millions (première diffusion, France)
- Invité(es) :
- Thomas Blumenthal : Léo
- Laurent Fernandez : Gilbert Lefort
- Résumé :
- Commentaires :

### Épisode 15:À l'ombre du paradis
- Titre original : À l'ombre du paradis
- Numéros : 45 (4-15)
- Scénariste(s) :
- Réalisateur(s) : Christophe Barbier
- Diffusion(s) : 
  -  France : 16 avril 2009 sur TF1
- Audience(s) : 6,24 millions (première diffusion, France)
- Invité(es) :
- Liane Foly : Monica
- Cléa Petrolesi : Lena
- Christian Vurpillot : Amado
- Yan Brian : M. Ginond
- Jeanne Amaury : Mme Ginond
- François Siener : Bernie
- Kristelle Largis-Diaz : Noémie Beaulieu
- Jean-Pierre Sanchez : Maxime Granger
- Damien Taranto : Patrick Lefranc
- Dana Tudorache : Daphné
- Michel Boy : M. Beaulieu
- Florence Nicolas : Mme Beaulieu
- Victoria Steunou ; Lena enfant
- Laurent Orry : OPJ Cabaret
- Philippe Millot : Policier
- Didier Debacker : Gardien
- Résumé : Un homme meurt à une table du Paradis, un prestigieux cabaret parisien. Un peu plus tard, on découvre le corps sans vie d'un autre homme dans les coulisses. Les deux décès sont-ils liés ? Sagnac, Malik et Nathalie se doivent de répondre à cette question en élucidant l'affaire. En parallèle, le cadavre d'une jeune fille est retrouvé dans un skate-park. Accident, meurtre ? Hugo et Julie enquêtent afin de le savoir...
- Commentaires :

### Épisode 16:Bonnes Manières
- Titre original : Bonnes Manières
- Numéros : 46 (4-16)
- Scénariste(s) :
- Réalisateur(s) :
- Diffusion(s) : 
  -  France : 16 avril 2009 sur TF1
- Audience(s) : 5,38 millions (première diffusion, France)
- Invité(es) :
- Anthony Martin : Louis
- Pénélope Lévèque : Victoire
- Dorothée Brière : Marie de Coursant
- Jean-Yves Chilot : Gonzagues de Larmeuil
- Henri Kogan : Jean Parillaud
- Laurent Schilling : Tellier
- Florie Vialens : Fille 1
- Anaïs Tellenne : Fille 2
- Léonard Prain : Garçon 1
- Florian Choquart : Garçon 2
- Karin Swenson : Rose Tellier
- Christine Brücher : Mme de Larmeuil
- Maud Larignon : Agathe
- Résumé : Une femme, riche organisatrice d'un rallye, meurt au volant de sa voiture, une balle dans le cœur. Sagnac, Hugo et Nathalie tentent de comprendre ce qui s'est passé. De leur côté, Malik et Julie sont confrontés au décès d'un retraité retrouvé à son domicile.
- Commentaires :